# Hydrillodes cleobisalis
Hydrillodes cleobisalis är en fjärilsart som beskrevs av Walker 1858. Hydrillodes cleobisalis ingår i släktet Hydrillodes och familjen nattflyn. Inga underarter finns listade i Catalogue of Life.